# Кубок Естонії з футболу 2012—2013
Кубок Естонії з футболу 2012–2013 — 23-й розіграш кубкового футбольного турніру в Естонії. Титул вшосте здобув клуб Флора.

## Календар
| Раунд        | Дата                        | Матчі | Клуби    |
| ------------ | --------------------------- | ----- | -------- |
| Перший раунд | 5 червня - 11 липня 2012    | 48    | 112 → 64 |
| 1/32 фіналу  | 11 липня - 15 серпня 2012   | 32    | 64 → 32  |
| 1/16 фіналу  | 21 серпня - 12 вересня 2012 | 16    | 32 → 16  |
| 1/8 фіналу   | 25 вересня - 24 жовтня 2012 | 8     | 16 → 8   |
| 1/4 фіналу   | 16-17 квітня 2013           | 4     | 8 → 4    |
| 1/2 фіналу   | 30 квітня 2013              | 2     | 4 → 2    |
| Фінал        | 18 травня 2013              | 1     | 2 → 1    |

## 1/16 фіналу
| Команда 1              | Рахунок         | Команда 2             |
| ---------------------- | --------------- | --------------------- |
| 21 серпня 2012         |                 |                       |
| СК-10 II (Тарту) (3)   | 0:3             | Нимме Калью           |
| 22 серпня 2012         |                 |                       |
| Вільянді               | 2:0             | Раквере Тарвас (2)    |
| Кваттромед (Тарту) (4) | 9:2             | Маккабі (Таллінн) (5) |
| Пуума (Таллінн) (2)    | 0:2             | Калев (Сілламяе)      |
| Інфонет (2)            | 5:0             | Арарат (Таллінн) (3)  |
| 28 серпня 2012         |                 |                       |
| Косе (4)               | 2:6             | Ганвікс Тюрі (3)      |
| Маарду (3)             | 0:1             | Виру (4)              |
| 4 вересня 2012         |                 |                       |
| Левадія                | 17:1            | Атлі (Рапла) (4)      |
| 5 вересня 2012         |                 |                       |
| Сууре-Яані Юнайтед (4) | 1:2             | Елва (3)              |
| Веллдоріс (3)          | 3:2             | Лоотос (Пилва) (4)    |
| 9 вересня 2012         |                 |                       |
| Транс (Нарва)          | +:-             | Сааремаа (4)          |
| 12 вересня 2012        |                 |                       |
| Пярну (2)              | 3:2             | Наві (4)              |
| Ківіилі Тамме Авто (2) | +:-             | Рада (Куусалу) (4)    |
| Флора II (2)           | 0:0 дч пен. 4:3 | Пайде                 |
| Еммасте (3)            | 0:4             | Таммека (Тарту)       |
| СК-10 (Тарту) (2)      | 1:9             | Флора                 |

## 1/8 фіналу
| Команда 1              | Рахунок         | Команда 2        |
| ---------------------- | --------------- | ---------------- |
| 25 вересня 2012        |                 |                  |
| Нимме Калью            | 4:3 дч          | Левадія (2)      |
| 10 жовтня 2012         |                 |                  |
| Ганвікс Тюрі (3)       | 8:1             | Веллдоріс (3)    |
| Ківіилі Тамме Авто (2) | 0:1             | Калев (Сілламяе) |
| Пярну (2)              | 4:2             | Виру (4)         |
| Інфонет (2)            | 1:1 дч пен. 2:4 | Таммека (Тарту)  |
| 13 жовтня 2012         |                 |                  |
| Кваттромед (Тарту) (4) | 1:7             | Транс (Нарва)    |
| 24 жовтня 2012         |                 |                  |
| Вільянді               | 3:1             | Флора II (2)     |
| Елва (3)               | 0:2             | Флора            |

## 1/4 фіналу
| Команда 1       | Рахунок | Команда 2        |
| --------------- | ------- | ---------------- |
| 16 квітня 2013  |         |                  |
| Таммека (Тарту) | +:-     | Вільянді (-)     |
| Транс (Нарва)   | 2:1     | Калев (Сілламяе) |
| 17 квітня 2013  |         |                  |
| Пярну (3)       | 0:6     | Флора            |
| Нимме Калью     | 5:0     | Ганвікс Тюрі (4) |

## 1/2 фіналу
| Команда 1      | Рахунок | Команда 2       |
| -------------- | ------- | --------------- |
| 30 квітня 2013 |         |                 |
| Нимме Калью    | 5:1     | Таммека (Тарту) |
| Транс (Нарва)  | 0:3     | Флора           |

## Фінал
| 18 травня 2013 17:00 (EEST) |

| Нимме Калью   | 1:3      | Флора                               |
| ------------- | -------- | ----------------------------------- |
| Бяренгруб 44' | Протокол | Фролов 15', 49' (пен.) Юргенсон 59' |

| А. Ле Кок Арена, Таллінн Глядачів: 3 521 Арбітр: Яан Роос |